# Nebalia ilheoensis
Nebalia ilheoensis is een kreeftachtigensoort uit de familie van de Nebaliidae. De wetenschappelijke naam van de soort is voor het eerst geldig gepubliceerd in 1976 door Kensley.